# André Capelão
André Capelão (Andreas Capellanus em latim, Capellanus significando justamente "capelão") foi o autor de um tratado do século XII, o Tractatus de Amore ("Tratado Sobre o Amor"), mais conhecido em português pelo título algo enganoso de Tratado do Amor Cortês, embora seu tom realístico e algo cínico sugira que, em certa medida, ele é na verdade um antídoto contra o amor cortês. Nada se sabe da vida de André Capelão, mas presume-se que ele tenha feito parte da corte de Marie de Troyes, e era provavelmente de origem francesa; além do nome latinizado, ele também ficou conhecido pela tradução francesa do mesmo, André le Chapelain.